# Chelsea Jade
Chelsea Jade Metcalf (nascida em 11 de maio de 1989) é uma cantora, compositora e produtora musical sul-africana da Nova Zelândia que mora em Los Angeles, Califórnia. Em 2017, foi indicada para o prêmio Silver Scroll da Nova Zelândia como canção do ano por sua canção "Life of The Party". Como compositora, Jade escreveu com vários artistas, incluindo The Chainsmokers, Wet (banda) e ATTLAS.[carece de fontes?]

## Carreira
Chelsea Jade nasceu na Cidade do Cabo, na África do Sul. Sua família se mudou para Auckland, Nova Zelândia, quando ela tinha cinco anos. No colégio, ela formou o "folk trio Teacups" com os colegas de escola Elizabeth Stokes (The Beths) e Talita Setyady. A banda abriu shows para diversos artistas, como Cat Power, Kimya Dawson e José González.
O primeiro projeto solo de Jade, Watercolors, ganhou o prêmio Critic Choice do New Zealand Music Award em 2012. Em 2014, ela lançou seu segundo EP, Beacons, sendo seu primeiro lançamento como Chelsea Jade e participou da Red Bull Music Academy em Tóquio, Japão.
Em 2015 ela se mudou para Los Angeles para seguir sua própria carreira artística e também escrever canções para outras pessoas. Jade recebeu o prêmio de desenvolvimento profissional 2017 da APRA, concedido a cada dois anos para três letristas e compositores da Nova Zelândia que demonstram um potencial excepcional em seu campo.
Seu primeiro álbum completo, Personal Best, foi lançado em 20 de julho de 2018, incluindo colaborações com os produtores neozelandeses Leroy Clampitt (Big Taste), Sam McCarthy (BoyBoy), Justin Pilbrow e o produtor americano Brad Hale (de Now, Now).
Em 15 de abril de 2020, ela lançou o single "Superfan", acompanhado do videoclipe.